# أرت نابوليتانو
أرت نابوليتانو (بالإنجليزية: Art Napolitano)‏ هو لاعب كرة قدم أمريكي في مركز الهجوم، ولد في 7 يناير 1956 في موبيل في الولايات المتحدة. لعب مع Hartwick Hawks men's soccer ‏.